# آلفرد نیومن
آلفرد نیومن (به انگلیسی: Alfred Newman) (زاده ۱۷ مارس ۱۹۰۰ – درگذشته ۱۷ فوریه ۱۹۷۰) آهنگساز فیلم آمریکایی بود.وی از ۴۵ مرتبه نامزدی اسکار موفق به کسب ۹ جایزه اسکار شده بود.

## گزیدهٔ فیلم‌شناسی
1. ارواسمیت (۱۹۳۱)
2. روشنایی‌های شهر (۱۹۳۱)
3. باران (۱۹۳۲)
4. کنت مونت کریستو (۱۹۳۴)
5. عشق‌بازی‌های چلینی (۱۹۳۴)
6. پنجه گربه (۱۹۳۴)
7. خانه روتشیلت (۱۹۳۴)
8. آوای وحش (۱۹۳۵)
9. بی‌نوایان (۱۹۳۵)
10. کلایو هند (۱۹۳۵)
11. کاردینال ریشلیو (۱۹۳۵)
12. دادزوورث (۱۹۳۶)
13. این سه نفر (۱۹۳۶)
14. استلا دالاس (۱۹۳۷)
15. توفند (۱۹۳۷)
16. زندانی زندا (۱۹۳۷)
17. گروه رگتایم الکساندر (۱۹۳۸)
18. باد بسامان (۱۹۳۸)
19. گوژپشت نتردام (۱۹۳۹)
20. بو ژست (۱۹۳۹)
21. آقای لینکلن جوان (۱۹۳۹)
22. طبل‌ها با چرخش پا (۱۹۳۹)
23. فصل باران آمد (۱۹۳۹)
24. بلندی‌های بادگیر (۱۹۳۹)
25. خوشه‌های خشم (۱۹۴۰)
26. خبرنگار خارجی (۱۹۴۰)
27. دره من چه سرسبز بود (۱۹۴۱)
28. توپ آتش (۱۹۴۱)
29. نی‌نواز هاملین (۱۹۴۲)
30. بهشت می‌تواند صبر کند (۱۹۴۳)
31. آوای برنادت (۱۹۴۳)
32. ویلسون (۱۹۴۴)
33. کلیدهای پادشاهی (۱۹۴۴)
34. به بهشت واگذارش کن (۱۹۴۵)
35. لبه تیغ (۱۹۴۶)
36. قرارداد شرافتمندانه (۱۹۴۷)
37. پرده آهنین (فیلم) (۱۹۴۸)
38. گودال مار (۱۹۴۸)
39. پرنس روباهان (۱۹۴۹)
40. پینکی (۱۹۴۹)
41. دوازده ساعت پرواز (۱۹۴۹)
42. نامه‌ای به سه همسر (۱۹۴۹)
43. همه چیز درباره ایو (۱۹۵۰)
44. دوجینش ارزان‌تر است (۱۹۵۰)
45. دیوید و بث‌شبع (۱۹۵۱)
46. افتخار دیگر ارزشی ندارد (۱۹۵۲)
47. با یک ترانه در قلب من (۱۹۵۲)
48. ردا (۱۹۵۳)
49. سینوهه (۱۹۵۴)
50. عشق چیز باشکوهی است (۱۹۵۵)
51. خارش هفت‌ساله (۱۹۵۵)
52. ایستگاه اتوبوس (۱۹۵۶)
53. آناستازیا (۱۹۵۶)
54. سلطان و من (۱۹۵۶)
55. نوعی لبخند (۱۹۵۸)
56. خاطرات آنه فرانک (۱۹۵۹)
57. چگونه غرب تسخیر شد (۱۹۶۳)
58. فرودگاه (۱۹۷۰)

## مرگ
نیومن در 17 فوریه 1970 در سن 69 سالگی، یک ماه قبل از تولد 70 سالگی خود، در خانه خود در هالیوود بر اثر عوارض آمفیزم درگذشت.